# Mühldorf (Niederösterreich)
Mühldorf ist eine Marktgemeinde im Bezirk Krems-Land in Niederösterreich in Österreich, mit 1225 Einwohnern (Stand 1. Jänner 2025).

## Geografie
Mühldorf liegt im Spitzer Graben am Rande der Wachau im niederösterreichischen Waldviertel. Die Fläche der Marktgemeinde umfasst 28 Quadratkilometer. Beinahe zwei Drittel der Fläche sind bewaldet, dreißig Prozent werden landwirtschaftlich genutzt.

### Gemeindegliederung
Das Gemeindegebiet umfasst folgende neun Ortschaften (in Klammern Einwohnerzahl Stand 1. Jänner 2025):
- Amstall (36)
- Elsarn am Jauerling (137) samt Auf der Zeile
- Mühldorf (306) samt Ledertal und Muthstal
- Niederranna (161) samt Döpperl
- Oberranna (17) samt Unterranna
- Ötz (148) samt Wegscheid
- Ötzbach (75)
- Povat (85) samt Thurn
- Trandorf (260) samt Brandstatt, Örtl, Winkel und Zeile

Die Gemeinde besteht aus den Katastralgemeinden Amstall, Elsarn am Jauerling, Mühldorf, Niederranna, Oberranna, Oetz, Oetzbach, Povat und Trandorf.

### Nachbargemeinden
|                  | Kottes-Purk (Zwettl) | Weinzierl |
|                  | Kompass              | Spitz     |
| Raxendorf (Melk) | Maria Laach          |           |

## Geschichte
In Mühldorf wurde am 6. Dezember 1886 die erste österreichische Raiffeisenbank vom Landtagsabgeordneten Ernst von Vergani mit 94 Genossenschaftsmitgliedern gegründet.

### Einwohnerentwicklung
| Mühldorf: Einwohnerzahlen von 1869 bis 2025         | Mühldorf: Einwohnerzahlen von 1869 bis 2025 | Mühldorf: Einwohnerzahlen von 1869 bis 2025 | Mühldorf: Einwohnerzahlen von 1869 bis 2025 | Mühldorf: Einwohnerzahlen von 1869 bis 2025 |
| --------------------------------------------------- | ------------------------------------------- | ------------------------------------------- | ------------------------------------------- | ------------------------------------------- |
| Jahr                                                |                                             |                                             |                                             | Einwohner                                   |
| 1869                                                | 1869                                        |                                             | 1.484                                       | 1.484                                       |
| 1880                                                | 1880                                        |                                             | 1.515                                       | 1.515                                       |
| 1890                                                | 1890                                        |                                             | 1.555                                       | 1.555                                       |
| 1900                                                | 1900                                        |                                             | 1.522                                       | 1.522                                       |
| 1910                                                | 1910                                        |                                             | 1.506                                       | 1.506                                       |
| 1923                                                | 1923                                        |                                             | 1.408                                       | 1.408                                       |
| 1934                                                | 1934                                        |                                             | 1.467                                       | 1.467                                       |
| 1939                                                | 1939                                        |                                             | 1.440                                       | 1.440                                       |
| 1951                                                | 1951                                        |                                             | 1.484                                       | 1.484                                       |
| 1961                                                | 1961                                        |                                             | 1.453                                       | 1.453                                       |
| 1971                                                | 1971                                        |                                             | 1.540                                       | 1.540                                       |
| 1981                                                | 1981                                        |                                             | 1.453                                       | 1.453                                       |
| 1991                                                | 1991                                        |                                             | 1.474                                       | 1.474                                       |
| 2001                                                | 2001                                        |                                             | 1.443                                       | 1.443                                       |
| 2011                                                | 2011                                        |                                             | 1.393                                       | 1.393                                       |
| 2021                                                | 2021                                        |                                             | 1.270                                       | 1.270                                       |
| 2025                                                | 2025                                        |                                             | 1.225                                       | 1.225                                       |
| Quelle(n): Statistik Austria, Gebietsstand 1.1.2021 |                                             |                                             |                                             |                                             |

Nach 1991 wurde die Wanderungsbilanz negativ und konnte durch die Geburtenbilanz nicht mehr ausgeglichen werden. Seit 2001 ist auch die Geburtenbilanz negativ.

## Sehenswürdigkeiten
- Burg Oberranna
- Trenninghof
- Schloss Prandhof

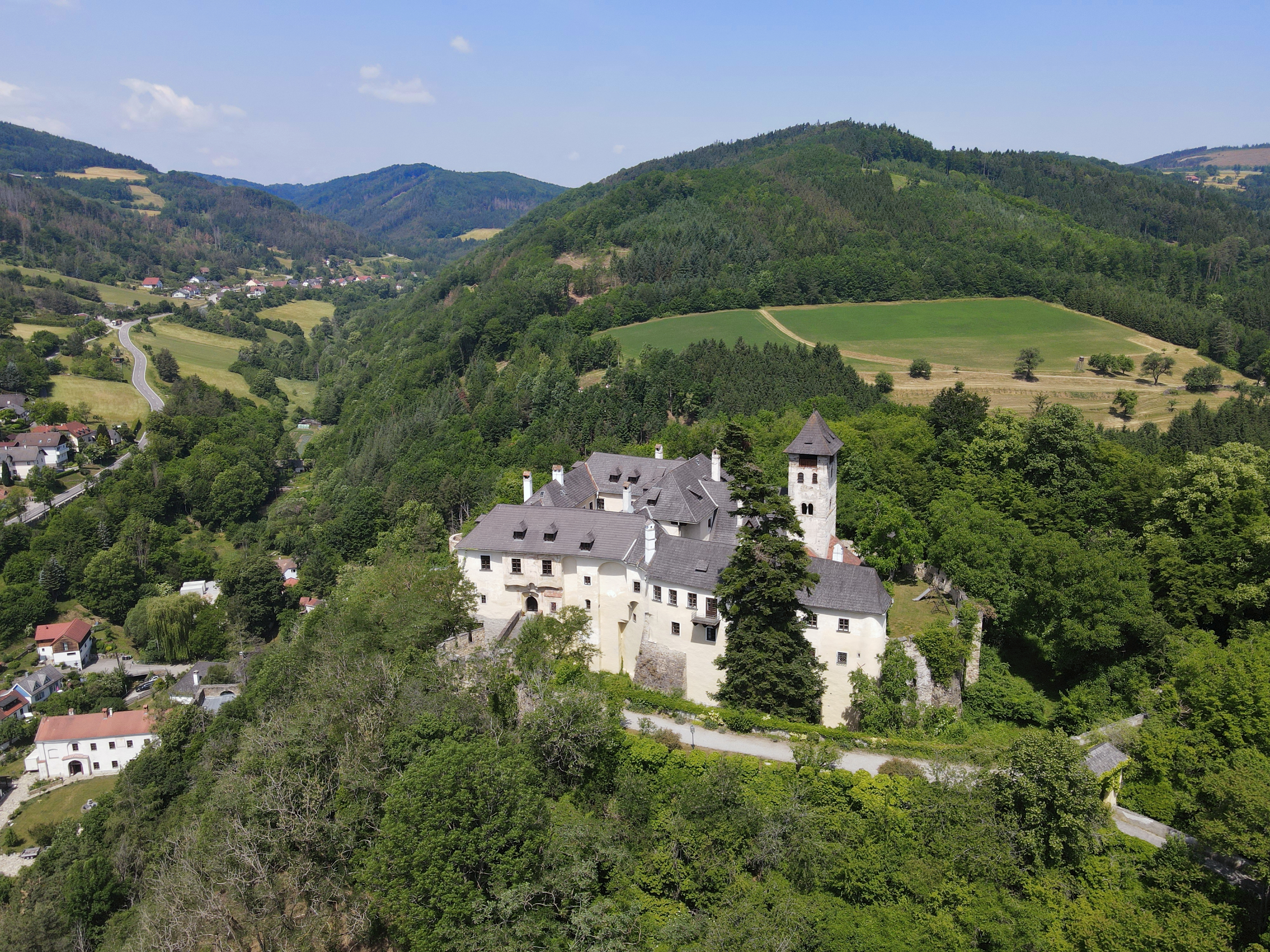
Burg Oberranna

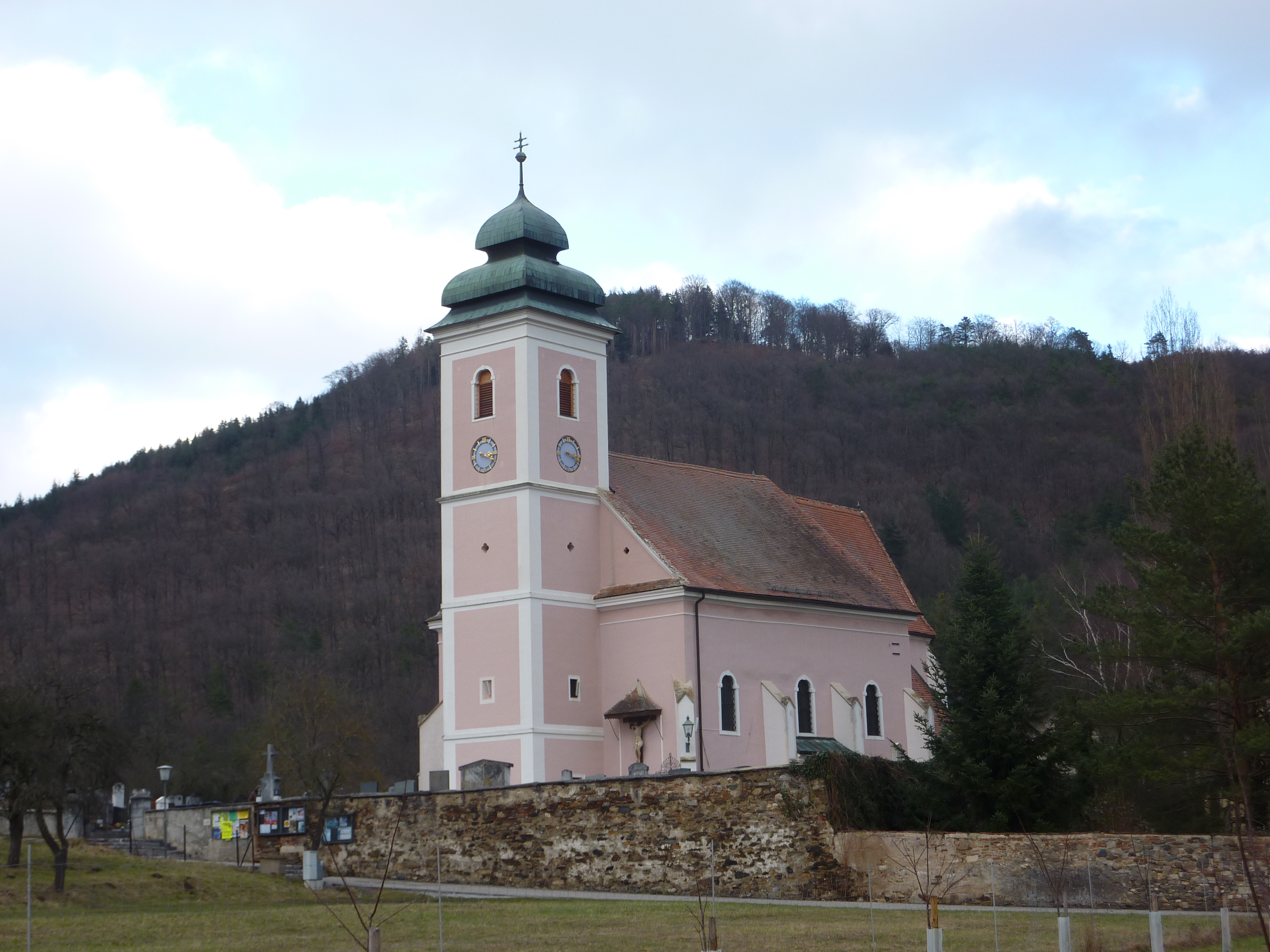
Pfarrkirche Niederranna

- Katholische Pfarrkirche Niederranna hl. Margaretha
- Bäckereimuseum

## Sport
Durch die Ortschaft Trandorf verläuft der Nord-Süd-Weitwanderweg.

## Wirtschaft und Infrastruktur
Die klimatischen und geologischen Gegebenheiten ermöglichen, dass auch in diesem Ausläufer der Wachau, abseits der Donau, Weinbau betrieben werden kann. Im Jahr 2011 gab es in Mühldorf 110 land- und forstwirtschaftliche Betriebe, davon 25 Haupterwerbsbetriebe. Im sekundären Wirtschaftssektor gab es 18 Betriebe mit 70 Beschäftigten, mehr als die Hälfte davon im Bau. Im tertiären Sektor beschäftigten 108 Betriebe 170 Menschen, die meisten davon in sozialen und öffentlichen Diensten.

## Politik

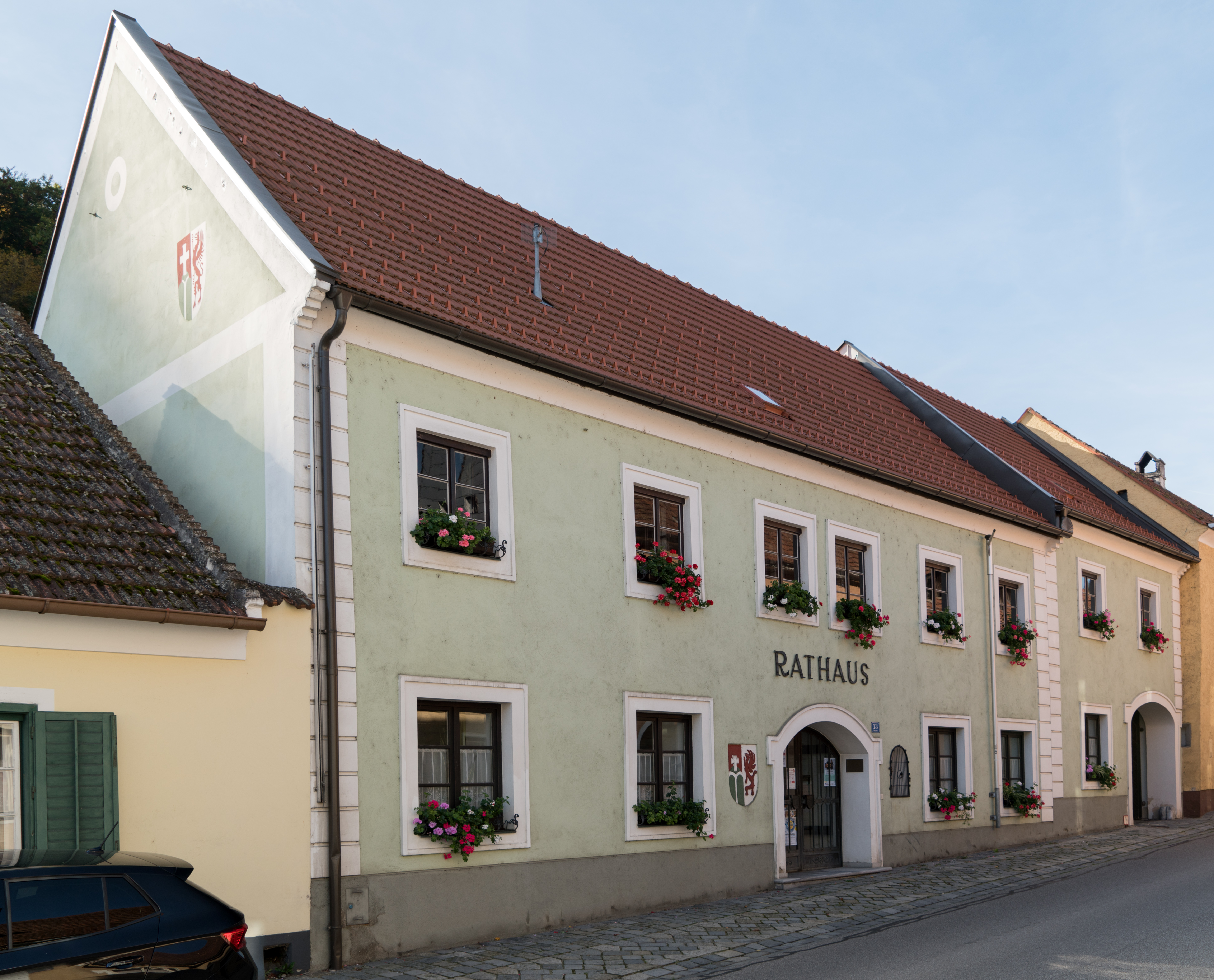
Rathaus Mühldorf

### Gemeinderat
Der Gemeinderat hat 19 Mitglieder.
- Mit den Gemeinderatswahlen in Niederösterreich 1990 hatte der Gemeinderat folgende Verteilung: 13 ÖVP und 6 SPÖ.
- Mit den Gemeinderatswahlen in Niederösterreich 1995 hatte der Gemeinderat folgende Verteilung: 10 ÖVP, 6 SPÖ, 2 FPÖ und 1 Team 2000.[9]
- Mit den Gemeinderatswahlen in Niederösterreich 2000 hatte der Gemeinderat folgende Verteilung: 12 ÖVP, 6 SPÖ und 1 FPÖ.[10]
- Mit den Gemeinderatswahlen in Niederösterreich 2005 hatte der Gemeinderat folgende Verteilung: 12 ÖVP und 7 SPÖ.[11]
- Mit den Gemeinderatswahlen in Niederösterreich 2010 hatte der Gemeinderat folgende Verteilung: 15 ÖVP und 4 SPÖ.[12]
- Mit den Gemeinderatswahlen in Niederösterreich 2015 hatte der Gemeinderat folgende Verteilung: 14 ÖVP und 5 SPÖ.[13]
- Mit den Gemeinderatswahlen in Niederösterreich 2020 hatte der Gemeinderat folgende Verteilung: 14 ÖVP und 5 SPÖ.[14]
- Mit den Gemeinderatswahlen in Niederösterreich 2025 hat der Gemeinderat folgende Verteilung: 10 Liste „Unser Mühldorf“ (ÖVP-nahe) und 9 Liste ÖVP.[15]

### Bürgermeister
- bis 2006 Anton Martin (ÖVP)
- 2006–2016 Manfred Hackl (ÖVP)
- 2016–2025 Beatrix Handl (ÖVP)[16]
- seit 2025 Roland Berger (Liste unser Mühldorf-Die Volkspartei)

### Wappen
Das Wappen wurde der Gemeinde im Jahr 1952 verliehen. Das zweigeteilte Wappen zeigt drei Berge mit dem Kreuz für Göttweig und den Greif von Ranna.

## Persönlichkeiten
Söhne und Töchter der Gemeinde
- Erwin Hameseder (* 1956), Bankmanager und Generalmajor beim Bundesheer
- Thomas Futterknecht (* 1962), Leichtathlet

Personen mit Bezug zur Gemeinde
- Ernst Vergani (1848–1915), Gründer der ersten Raiffeisenkasse Österreichs
- Annie Dirkens (1870–1942), Operettensängerin
- Laurent Deleglise (1891–1961), Krimineller und Schmuggler
- Erne Seder (1925–2006), Schauspielerin
- Helmut Denk (* 1940), Mediziner und Präsident der Österreichischen Akademie der Wissenschaften
- Kurt Palm (* 1955), Autor und Regisseur
- Claudia Höbartner (* 1977), Chemieprofessorin